# Pteris calocarpa
Pteris calocarpa är en kantbräkenväxtart som först beskrevs av Edwin Bingham Copeland, och fick sitt nu gällande namn av M. Price. Pteris calocarpa ingår i släktet Pteris och familjen Pteridaceae. Inga underarter finns listade.